# San Bernardino (Kalifornia)
San Bernardino város Kalifornia állam déli részén, az Egyesült Államokban. San Bernardino megye székhelye. Lakossága 210 ezer fő volt 2010-ben.

## Elhelyezkedése
A Riverside-San Bernardino agglomeráció és egyben a Los Angeles-Riverside-Orange County konurbáció részét alkotja. Los Angeles központjától kb. 90 km-re keletre fekszik.

## Népessége
| 2010 | 209 924 |
| 2020 | 222 101 |

## Története
Nevét Sienai Szent Bernardinról kapta. 1816-ban alapították a spanyolok, majd 1851-ben eladták a mormonoknak, akik a San Bernardino és a San Gabriel-hegység között telepedtek le e vidéken.

## Nevezetességei
A város gyorsan növekvő lakóterület, mezőváros, a déligyümölcs-termesztő és tejtermelő körzet központja. Hét katonai támaszpont is található az itteni megyében, amely az egyik legnagyobb megye az USA-ban.

## Fordítás
- Ez a szócikk részben vagy egészben  a   San Bernardino, California című angol Wikipédia-szócikk fordításán alapul.  Az eredeti cikk szerkesztőit annak laptörténete sorolja fel. Ez a jelzés csupán a megfogalmazás eredetét és a szerzői jogokat jelzi, nem szolgál a cikkben szereplő információk forrásmegjelöléseként.